# Ilona Biacsi
Ilona Biacsi (29 de diciembre de 1985) es una deportista húngara que compitió en atletismo adaptado. Ganó dos medallas en los Juegos Paralímpicos de Verano, bronce en Londres 2012 y plata en Río de Janeiro 2016.

## Palmarés internacional
| Juegos Paralímpicos | Juegos Paralímpicos     | Juegos Paralímpicos | Juegos Paralímpicos |
| Año                 | Lugar                   | Medalla             | Prueba              |
| ------------------- | ----------------------- | ------------------- | ------------------- |
| 2012                | Londres (Reino Unido)   | Medalla de bronce   | 1500 m T20          |
| 2016                | Río de Janeiro (Brasil) | Medalla de plata    | 1500 m T20          |